# Федотова Револьда Давидівна
Револьда Давидівна Федотова (рос. Револьда Давидовна Федотова; 2 вересня 1911, Орловець Черкаський повіт Київська губернія — 27 грудня 2010, Кишинів, Молдова) — молдовська радянська економістка. Кандидат технічних наук. Доктор економічних наук (1968), професорка (1970). Заслужений економіст Молдавської РСР (1976).

## Життєпис
Під час єврейського погрому в часі громадянської війни в Росії Револьда Федотова втратила батьків і виховувалася в дитячому будинку. Закінчила Харківський інститут народного господарства у 1934 році. Потім у 1934—1941 роках працювала інженером, потім викладачкою в Харкові. У 1941—1944 роках була урядовим уповноваженим у апараті Держплану СРСР в Башкирській АРСР, з 1945 року займала аналогічну посаду в Молдавській РСР.
Дисертацію доктора економічних наук за темою «Проблеми вдосконалення планування ефективності капітальних вкладень» захистила в Інституті економіки Академії наук СРСР в 1968 році.
У 1947—1967 роках Револьда Федотова працювала старшим науковим співробітником, потім завідувачкою відділу і сектору в Інституті економіки АН Молдавської РСР. У 1967—1973 роках — завідувачка заснованої нею кафедри економіки, організації і планування виробництва в Кишинівському політехнічному інституті імені С. Г. Лазо. Потім Револьда Федотова працювала професоркою цієї кафедри. Входила до редакційної колегії «Питань економіки капітального будівництва в Молдавської РСР». Співпрацювала з Центром досліджень проблем ринкової економіки АН Молдови.
Основні праці — у сфері методики визначення економічної доцільності капіталовкладень і вирішення економічних проблем у ході науково-технічному прогресі.
Похована Револьда Федотова на Центральному кладовищі Кишинева поруч з чоловіком Дмитром Петровичем Федотовим (1904—1977).

## Монографії
- От ручного труда к машинной индустрии: Историко-экономический очерк развития машинного производства в промышленности Молдавской ССР. — Кишинёв: Госиздат Молдавии, 1956. — 100 с.
- О некоторых особенностях развития промышленности стеновых материалов МССР. Молдавский филиал Академии наук СССР. — Кишинёв: Госиздат Молдавии, 1957.
- Некоторые вопросы развития промышленности стеновых материалов в Молдавской ССР в 1956—1959 годах. — Кишинёв: Штиинца, 1960. — 230 с.
- Некоторые резервы колхозного производства. Кишинёв: Штиинца, 1962.
- Темпы расширенного воспроизводства и капитальные вложения (на примере промышленности Молдавской ССР). Институт экономики Академии Наук Молдавской ССР. — Кишинёв: Штиинца, 1962.
- Совершенствование планирования и экономическая эффективность капитальных вложений (на примере промышленности МССР). — Кишинёв: Картя молдовеняскэ, 1963. — 115 с.
- Вопросы эффективности капитальных вложений в народное хозяйство МССР. — Кишинёв: Картя молдовеняскэ, 1965. — 101 с.
- Некоторые вопросы совершенствования планирования эффективности капитальных вложений (на примере промышленности МССР). — Кишинёв: Картя молдовеняскэ, 1967. — 267 с.
- Новая техника и планирование производительности труда. Кишинёв: Картя молдовеняскэ, 1976. — 111 с.; 1978. — 138 с.
- Механизм управления промышленным производством: Теория, практика, проблемы. — Кишинёв: Картя молдовеняскэ, 1977. — 122 с.
- Методы и практика управления ускорением научно-технического прогресса и оценки его эффективности. — Кишинёв: Штиинца, 1984. — 154 с.
- Продовольственная программа СССР и вклад Молдавии в её выполнение. — Кишинёв: КПИ, 1984.
- Проблема повышения эффективности общественного производства и методы расчёта. — Кишинёв: КПИ, 1986. — 76 с.
- Прогнозирование и долгосрочное планирование экономического развития региона. — Кишинёв: Штиинца, 1986. — 248 с.
- Основные производственные фонды и проблема ускорения их обновления. — Кишинёв: КПИ, 1989. — 80 с.
- Анализ эффективности использования оборотного капитала агентов Молдовы в 1996 г. — Кишинёв: Institut Nat̜ionale de Economicie s̜i Informat̜ie, 1998.
- Переоценка основного капитала экономических агентов Молдовы и её влияние на процесс экономического спада. — Кишинёв: МолдНИИТЭИ, 1998.
- Elaborarea recomandarilor cu privire la realizarea politicii investitionale in Republica Moldova (Formarea capitalului fix pe contul investitiilor proprii si straine; разработка рекомендаций по внедрению инвестиционной политики Республики Молдова). Centrul de Studiere a Problemelor Pietei. — Кишинёв: Institut Nat̜ionale de Economicie s̜i Informat̜ie, 1999. — 71 p.
- Undele lungi în economie s̜i reglementarea anticriză (Длинные волны в экономике и антикризисное регулирование, на примере Молдовы). — Кишинёв: Institut Nat̜ionale de Economicie s̜i Informat̜ie, 2001.